# Def Jam: Icon
Def Jam: Icon é um jogo de video game de luta, o jogo é o terceiro Def Jam licenciado pela EA Games, O jogo foi desenvolvido pela EA Chicago, os mesmos de Fight Night: Round 3 e do primeiro Def Jam. O jogo foi lançado para as consolas PlayStation 3 e Xbox 360 em 6 de março de 2007. Em Portugal o jogo foi lançado em 23 de março de 2007, o jogo tem múltiplos reviews.

## Lutadores
The Good || Player Created 

| Nome Verdadeiro  | Apelido        | Função no Jogo                         | Estilo de Luta |
| ---------------- | -------------- | -------------------------------------- | -------------- |
| Anthony Anderson | Troy Dollar    | Signable Artist                        | Jah Breaka     |
| Big Boi          |                | Signable Artist                        | Beatboxer      |
|                  | Big Herc Δ     | Bootlegger                             | Street Kwon Do |
|                  | Boyd Δ         | Policial Corrupto                      |                |
| Bun B            |                | Troy's Artist                          | Street Kwon Do |
|                  | Dae Dae        | Braço Direito de Troy                  |                |
| E-40             | Charlie Hustle | Signable Artist                        | Black Panther  |
|                  | Fast Hal       | Crooked Promoter                       |                |
| Fat Joe          |                |                                        | Beatboxer      |
| Ghostface Killah |                | Signable Artist                        | Street Kwon Do |
|                  | Greer          | Wheatly's Partner                      |                |
| James Hong       | Dr. Chang      | Plastic surgeon                        | Black Panther  |
| Jim Jones        | Capo Status    | Signable Artist                        | Ghetto Blaster |
|                  | Johnny Nunez   | Paparazzi                              |                |
| Kano             |                | Troy's Artist                          | Jah Breaka     |
| Kevin Liles      | Curtis Carver  | Produtor da empresa onde você trabalha |                |
| Lil Jon          |                | Signable Artist                        | Muay Fly       |
| Ludacris         | Luda           | Signable Artist                        | Beatboxer      |
| Method Man       | The Gooch      | Amigo do Jogador                       | Ghetto Blaster |
| Mike Jones       |                | Signable Artist                        | Beat Boxer     |
| Paul Wall        | People's Champ | Signable Artist                        | Muay Fly       |
|                  | Platinum       | One of Troy Dollar's singers           |                |
| Redman           | Doc Healy      | Signable Artist                        | Black Panther  |
| Russell Simmons  | Rush           | Pays for the Player's plastic surgery  |                |
| Sean Paul        |                | Signable Artist                        | Jah Breaka     |
|                  | Stan           | Stalker                                |                |
|                  | Summer Walker  | Possível Namorada                      |                |
| Sticky Fingaz    | Wink           | Curtis Carver's Vice President         | Beatboxer      |
|                  | Mayra Veronica | Possível Namorada                      |                |
|                  | Nina Nicole    | Possível Namorada                      |                |
| T.I.             |                | Signable Artist                        | Street Kwon Do |
| Tego             |                | Troy's Artist                          | Ghetto Blaster |
| The Game         |                | Signable Artist                        | Muay Fly       |
| Young Jeezy      | Snowman        | Signable Artist                        | Black Panther  |
|                  | Wheatly        | Policial Corrupto                      |                |

## Estilos de lutas
O jogo possui seis estilos de luta:
- Ghetto Blaster (Street Fighting)
- Street Kwon Do (Taekwondo)
- Black Panther (Kung Fu)
- Muay Fly (Muay Thai)
- Beatboxer (Boxe)
- Jah Breaka (Capoeira)